# Вулька-Лабунська
Вулька-Лабунська (пол. Wólka Łabuńska) — село в Польщі, у гміні Лабуне Замойського повіту Люблінського воєводства.
Населення — 640 осіб (2011).
У 1975-1998 роках село належало до Замойського воєводства.

## Демографія
Демографічна структура станом на 31 березня 2011 року:
|          | Загалом | Допрацездатний вік | Працездатний вік | Постпрацездатний вік |
| -------- | ------- | ------------------ | ---------------- | -------------------- |
| Чоловіки | 322     | 58                 | 224              | 40                   |
| Жінки    | 318     | 67                 | 174              | 77                   |
| Разом    | 640     | 125                | 398              | 117                  |